# St. Eustatius Empowerment Party
St. Eustatius Empowerment Party of Statia Empowerment Party, afgekort STEP, is een  politieke partij in Sint Eustatius, een bijzondere gemeente van Nederland. 
Sedert 2007 wordt de STEP geleid door Franklin Brown, die daarvoor raadslid was namens de PLP-partij. De partij nam als nieuwkomer deel aan de laatste eilandsraadsverkiezingen van het Antilliaans staatkundig verband, welke op 20 april 2007 gehouden werden. Met 18.69% van de stemmen slaagde zij er niet in een zetel te bemachtigen.
In 2011 bij de eerste eilandsraadsverkiezingen als bijzondere gemeente van Nederland behaalde de partij 17,6% van de stemmen, wat een zetel in de eilandsraad opleverde. Een nieuwe bestuurscollege werd gevormd door de partijen STEP, PLP en UPC. Namens STEP werd Franklin Brown raadslid en Glenn Schmidt eilandgedeputeerde. Schmidt kreeg, nadat hij eerder onder voorwaardelijk financieel toezicht was gesteld, een motie van wantrouwen wegens ondermaatse prestatie. Hij werd opgevolgd door Koert Kerkhof. Toen de coalitie na ruim 11 maanden uiteenviel ging de STEP in oppositie. Zij verloor vervolgens haar enige raadzetel bij de verkiezingen in 2015. Aan de verkiezingen op 21 oktober 2020 neemt de partij niet deel.
Democratische Partij (DP) ·
Progressive Labour Party (PLP) ·
St. Eustatius Empowerment Party (STEP) ·
United People’s Coalition (UPC)